# 동맹안보 딜레마
동맹안보 딜레마는 이기주의의 대표적인 딜레마로서 '동맹에 대한 의존성이 높은 나라가 처하게 되는 안보상의 딜레마'를 가리킨다. 곧, 소위 방기와 연루라는 상반된 리스크에 봉착하여 한 쪽의 위험을 회피하기 위한 노력이 다른 위험을 초래하게 되는 것을 일컫는 용어이다. 방기의 위험이란 동맹을 맺지않으면 동맹국의 도움이 절실할 때 방치될지도 모른다는 것이며 연루의 위험이란 동맹국을 지원하여 원하지 않는 분쟁에 휘말릴지도 모른다는 것이다. 이는 이기주의와 이타주의의 한계 및 그러한 동전의 양면성을 잘보여준다고 할 수 있다.
한편 이러한 동맹안보 딜레마는 '민주적 절차를 통해 도출된 결론이 항상 좋은 결과를 보장하지는 않는 현상'인 민주주의 딜레마나  '개인들이 각자의 합리성을 기반으로 하여 행동할지라도 그것이 사회적인 수준의 합리성을 이루어내지 못하는 상황'을 표현한 사회적 딜레마의 사례에서처럼 인간이 선택의 기로에서 최선의 선택을 통해 최적의 선택을 할 수 있음에도 불구하고 어쩔수없이 이기적인 차선책을 선택하게 되는 경우를 잘 보여준다고 할 수 있다. 

## 같이 보기
- 뷔리당의 당나귀

## 참고 문헌
- (우리말샘) 동맹안보딜레마,양도논법 등
- (사이언스 타임즈-실제 ‘트롤리 딜레마’ 실험했더니

84%가 전기쇼크의 스위치 눌러)https://www.sciencetimes.co.kr/?news=%EC%8B%A4%EC%A0%9C-%ED%8A%B8%EB%A1%A4%EB%A6%AC-%EB%94%9C%EB%A0%88%EB%A7%88-%EC%8B%A4%ED%97%98%ED%96%88%EB%8D%94%EB%8B%88
- (한겨레신문 - "트롤리 문제, 알고리즘은 못풀어…운전의 사회적 의미 파악해야”)http://www.hani.co.kr/arti/economy/it/820791.html#csidx0e511c7ce47d2c4a0f7b00aac14133f